# 鹿儿岛市
鹿儿岛市（日语：／ Kagoshima shi */?，日語發音：[ka̠ɡo̞ɕima̠ɕi]）是位于日本九州岛南端的一个城市，是鹿儿岛县的縣廳所在地，也是鹿儿岛县的政治、经济、文化中心。當地人口數佔全鹿兒島縣的35%，同時也是九州地方人口是第四多的城市，次於福岡市、北九州市、熊本市。鹿兒島市亦是人口第三多的中核市，次於千葉縣船橋市及埼玉縣川口市。
鹿兒島市主要區域位於薩摩半島東北部，地處鹿兒島县的中央地區，東部臨鹿兒島灣。而同為鹿兒島市一部分的火山島櫻島則與鹿兒島市區隔著海灣相望，地理上屬於大隅半島。櫻島至今仍然持續有火山活動，使得鹿兒島市成為世界上少數緊鄰活火山的大城市，被称为“东方的那不勒斯”。當地主要產業為飲料、飼料、煙草、食品加工和出版印刷。

## 氣候
| 鹿兒島市（平均數據1991-2020年，極端數據1883年以降） | 鹿兒島市（平均數據1991-2020年，極端數據1883年以降） | 鹿兒島市（平均數據1991-2020年，極端數據1883年以降） | 鹿兒島市（平均數據1991-2020年，極端數據1883年以降） | 鹿兒島市（平均數據1991-2020年，極端數據1883年以降） | 鹿兒島市（平均數據1991-2020年，極端數據1883年以降） | 鹿兒島市（平均數據1991-2020年，極端數據1883年以降） | 鹿兒島市（平均數據1991-2020年，極端數據1883年以降） | 鹿兒島市（平均數據1991-2020年，極端數據1883年以降） | 鹿兒島市（平均數據1991-2020年，極端數據1883年以降） | 鹿兒島市（平均數據1991-2020年，極端數據1883年以降） | 鹿兒島市（平均數據1991-2020年，極端數據1883年以降） | 鹿兒島市（平均數據1991-2020年，極端數據1883年以降） | 鹿兒島市（平均數據1991-2020年，極端數據1883年以降） |
| 月份                                                | 1月                                                 | 2月                                                 | 3月                                                 | 4月                                                 | 5月                                                 | 6月                                                 | 7月                                                 | 8月                                                 | 9月                                                 | 10月                                                | 11月                                                | 12月                                                | 全年                                                |
| --------------------------------------------------- | --------------------------------------------------- | --------------------------------------------------- | --------------------------------------------------- | --------------------------------------------------- | --------------------------------------------------- | --------------------------------------------------- | --------------------------------------------------- | --------------------------------------------------- | --------------------------------------------------- | --------------------------------------------------- | --------------------------------------------------- | --------------------------------------------------- | --------------------------------------------------- |
| 历史最高温 °C（°F）                                 | 23.9 (75.0)                                         | 24.1 (75.4)                                         | 27.6 (81.7)                                         | 30.2 (86.4)                                         | 31.7 (89.1)                                         | 34.5 (94.1)                                         | 36.6 (97.9)                                         | 37.4 (99.3)                                         | 35.7 (96.3)                                         | 33.5 (92.3)                                         | 29.5 (85.1)                                         | 24.7 (76.5)                                         | 37.4 (99.3)                                         |
| 平均高温 °C（°F）                                   | 13.1 (55.6)                                         | 14.6 (58.3)                                         | 17.5 (63.5)                                         | 21.8 (71.2)                                         | 25.5 (77.9)                                         | 27.5 (81.5)                                         | 31.9 (89.4)                                         | 32.7 (90.9)                                         | 30.2 (86.4)                                         | 25.8 (78.4)                                         | 20.6 (69.1)                                         | 15.3 (59.5)                                         | 23.1 (73.6)                                         |
| 日均气温 °C（°F）                                   | 8.7 (47.7)                                          | 9.9 (49.8)                                          | 12.8 (55.0)                                         | 17.1 (62.8)                                         | 21.0 (69.8)                                         | 24.0 (75.2)                                         | 28.1 (82.6)                                         | 28.8 (83.8)                                         | 26.3 (79.3)                                         | 21.6 (70.9)                                         | 16.2 (61.2)                                         | 10.9 (51.6)                                         | 18.8 (65.8)                                         |
| 平均低温 °C（°F）                                   | 4.9 (40.8)                                          | 5.8 (42.4)                                          | 8.7 (47.7)                                          | 12.9 (55.2)                                         | 17.3 (63.1)                                         | 21.3 (70.3)                                         | 25.3 (77.5)                                         | 26.0 (78.8)                                         | 23.2 (73.8)                                         | 18.0 (64.4)                                         | 12.2 (54.0)                                         | 6.9 (44.4)                                          | 15.2 (59.4)                                         |
| 历史最低温 °C（°F）                                 | −5.7 (21.7)                                         | −6.7 (19.9)                                         | −3.9 (25.0)                                         | −1.0 (30.2)                                         | 3.9 (39.0)                                          | 9.0 (48.2)                                          | 15.9 (60.6)                                         | 16.5 (61.7)                                         | 9.3 (48.7)                                          | 2.6 (36.7)                                          | −1.5 (29.3)                                         | −5.5 (22.1)                                         | −6.7 (19.9)                                         |
| 平均降雨量 mm（）                                   | 78.3 (3.08)                                         | 112.7 (4.44)                                        | 161.0 (6.34)                                        | 194.9 (7.67)                                        | 205.2 (8.08)                                        | 570.0 (22.44)                                       | 365.1 (14.37)                                       | 224.3 (8.83)                                        | 222.9 (8.78)                                        | 104.6 (4.12)                                        | 102.5 (4.04)                                        | 93.2 (3.67)                                         | 2,434.7 (95.86)                                     |
| 平均降雪量 cm（）                                   | 1 (0.4)                                             | 0 (0)                                               | 0 (0)                                               | 0 (0)                                               | 0 (0)                                               | 0 (0)                                               | 0 (0)                                               | 0 (0)                                               | 0 (0)                                               | 0 (0)                                               | 0 (0)                                               | 1 (0.4)                                             | 2 (0.8)                                             |
| 平均降雨天数（≥ 0.5mm）                             | 10.2                                                | 10.2                                                | 13.2                                                | 11.1                                                | 10.7                                                | 16.9                                                | 12.8                                                | 12.2                                                | 11.3                                                | 8.0                                                 | 8.9                                                 | 9.9                                                 | 135.4                                               |
| 平均降雪天数（≥ 1cm）                               | 0.3                                                 | 0.1                                                 | 0                                                   | 0                                                   | 0                                                   | 0                                                   | 0                                                   | 0                                                   | 0                                                   | 0                                                   | 0                                                   | 0.1                                                 | 0.5                                                 |
| 平均相對濕度（％）                                  | 66                                                  | 65                                                  | 66                                                  | 68                                                  | 71                                                  | 78                                                  | 76                                                  | 74                                                  | 72                                                  | 67                                                  | 68                                                  | 67                                                  | 70                                                  |
| 月均日照時數                                        | 132.6                                               | 139.3                                               | 163.2                                               | 175.6                                               | 178.2                                               | 109.3                                               | 185.5                                               | 206.9                                               | 176.4                                               | 184.0                                               | 157.7                                               | 143.2                                               | 1,951.9                                             |
| 来源：気象庁 気象統計情報                           |                                                     |                                                     |                                                     |                                                     |                                                     |                                                     |                                                     |                                                     |                                                     |                                                     |                                                     |                                                     |                                                     |

## 人口
| 鹿儿岛市人口分布圖 |                                                 |  |
| 鹿儿岛市與日本全國年齡別人口分布比較圖 （2005年資料） | 鹿儿岛市的年齡、男女別人口分布圖 （2005年資料） |  |
| ■紫色是鹿儿岛市 ■綠色是全国 | ■藍色是男性 ■紅色是女性                         |  |
| 鹿儿岛市人口變化 \| 1970年 \| 444,165人 \| \| \| 1975年 \| 496,802人 \| \| \| 1980年 \| 547,756人 \| \| \| 1985年 \| 574,672人 \| \| \| 1990年 \| 582,252人 \| \| \| 1995年 \| 594,430人 \| \| \| 2000年 \| 601,693人 \| \| \| 2005年 \| 604,367人 \| \| \| 2010年 \| 605,846人 \| \| \| 2015年 \| 599,814人 \| \| \| 2020年 \| 593,128人 \| \| |                                                 |  |
| 資料來源：日本總務省統計中心提供之人口普查數據 |                                                 |  |
| 1970年 | 444,165人                                       |  |
| 1975年 | 496,802人                                       |  |
| 1980年 | 547,756人                                       |  |
| 1985年 | 574,672人                                       |  |
| 1990年 | 582,252人                                       |  |
| 1995年 | 594,430人                                       |  |
| 2000年 | 601,693人                                       |  |
| 2005年 | 604,367人                                       |  |
| 2010年 | 605,846人                                       |  |
| 2015年 | 599,814人                                       |  |
| 2020年 | 593,128人                                       |  |

## 历史
江戶時代島津氏第6代島津氏久將居城遷至東福寺城（位於現在的鹿兒島市清水町），使得此地區以城下町的形式開始發展；當時的島津氏是祿高77万8千石的日本第二大藩主，領有薩摩國、大隅國和日向國，因此鹿兒島市在當時成為南九州的政治中心。
由於鹿兒島市位於九州岛的南端，因此成為古代日本與亞洲大陸、南洋各島、琉球等地进行貿易的重要枢纽，是日本引入外來文化的門戶，也成為日本近代工業化的起源，並誕生了許多參與明治維新的政治人物，因此市內有許多明治維新的歷史遺跡，轄區內的城山也正是明治维新後期最後的激战地。
歷經了薩英戰爭、西南戰爭，並在第二次世界大戰中遭到大量空襲，使得過去城下町的樣貌幾乎都已被破壞。
|  |  |

### 年表
- 1871年8月29日：日本實施廢藩置縣，成為縣廳所在地。
- 1889年4月1日：舊鹿兒島城下46町及附近的1町3村合併設置為鹿兒島市，同時也設置鹿兒島郡吉野村、西武田村、中郡宇村、伊敷村、吉田村、北大隅郡（後被併入鹿兒島郡）西櫻島村、東櫻島村、谿山郡（後被併入鹿兒島郡）谷山村、日置郡上伊集院村、下伊集院村、郡山村、給黎郡（後被併入揖宿郡）喜入村。
- 1901年6月10日：市內最初的鐵路鹿兒島本線（現在的日豐本線）開始營運。
- 1911年9月30日：伊敷村大字下伊敷字草牟田地區和西武田村大字武的部分地區被併入鹿兒島市。
- 1913年10月11日：川內線（現在的鹿兒島本線）開始營運。
- 1914年1月12日：櫻島火山爆發，並產生7級的地震，造成58人死亡。
- 1920年10月1日：伊敷村大字下伊敷字紙屋谷地區和伊敷村大字永吉地區被併入鹿兒島市。
- 1924年9月1日：谷山村改制為谷山町。
- 1928年7月1日：市內的路面電車改為市營運，並設置鹿兒島市電氣局（現在的鹿兒島市交通局）。
- 1934年8月1日：西武田村、中郡宇村和吉野村被併入鹿兒島市。
- 1945年6月17日：鹿兒島大空襲，約造成2,300人死亡。
- 1950年10月1日：伊敷村和東櫻島村被併入鹿兒島市。
- 1956年9月30日：郡山村和下伊集院村的大字有屋田地區合併為郡山町（下伊集院村的其餘地區被併入伊集院町、東市來町和日吉町，現都已合併為日置市）。
- 1956年10月15日：喜入村改制為喜入町。
- 1958年10月1日：谷山町改制為谷山市。
- 1960年4月1日：上伊集院村改制並改名為松元町。
- 1967年4月29日：鹿兒島市與南側的谷山市合併為新設立的鹿兒島市。
- 1972年11月1日：吉田村改制為吉田町。
- 1973年5月1日：西櫻島村改制為櫻島町。
- 1980年7月10日：人口突破50萬人。
- 1996年4月1日：成為中核市。
- 2004年11月1日： 鹿兒島郡吉田町、櫻島町、日置郡松元町、郡山町、揖宿郡喜入町併入，合併後人口突破60萬人。

## 交通

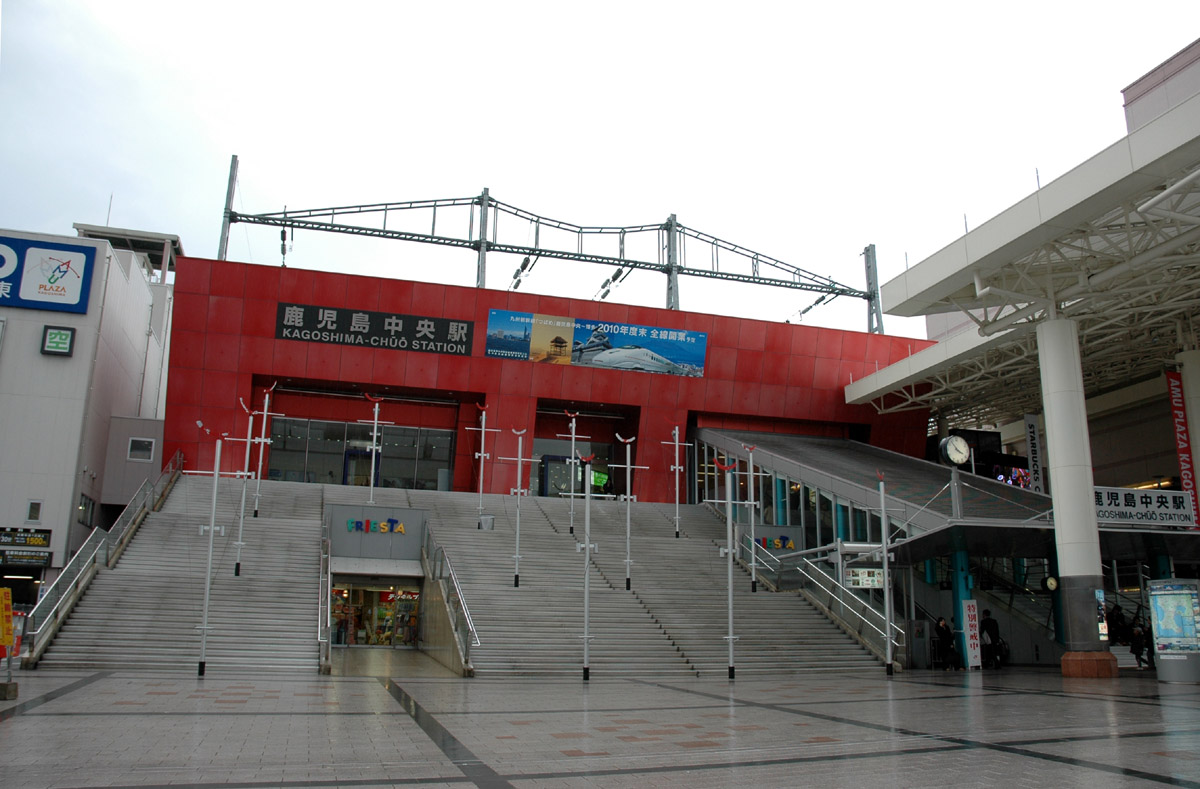
鹿兒島中央車站

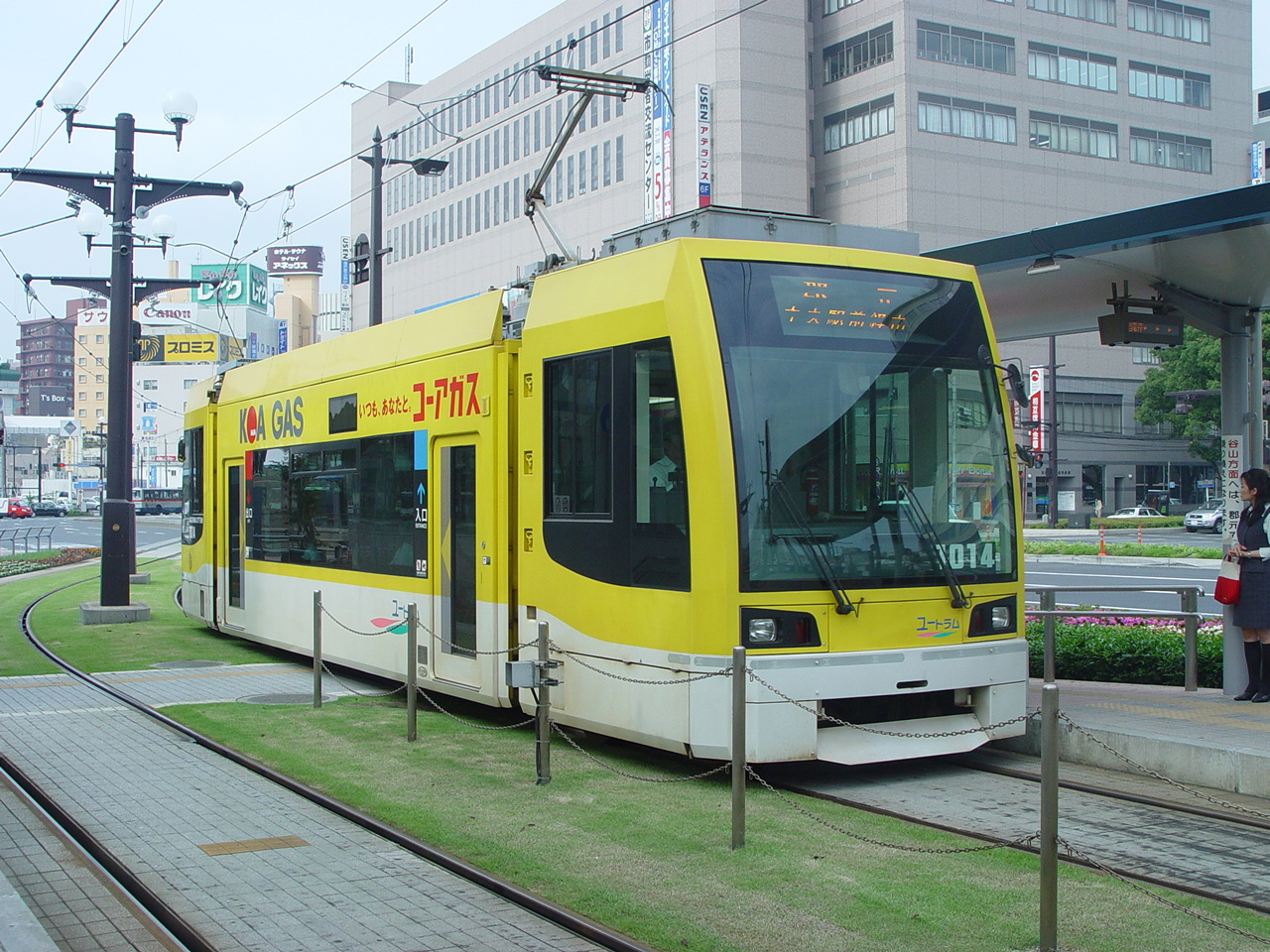
鹿兒島市電電車

### 機場
- 鹿兒島機場（位於霧島市，搭乘巴士約需一小時）

### 鐵路
- 九州旅客鐵道
  - 九州新幹線：鹿兒島中央車站
  - 鹿兒島本線：薩摩松元車站、上伊集院車站、鹿兒島中央車站、鹿兒島車站
  - 日豐本線：鹿兒島車站、龍水車站
  - 指宿枕崎線：鹿兒島中央車站、郡元車站、南鹿兒島車站、宇宿車站、谷山車站、慈眼寺車站、坂之上車站、五位野車站、平川車站、瀨瀨串車站、中名車站、喜入車站、前之濱車站、生見車站
- 日本貨物鐵道
  - 鹿兒島貨物站
- 鹿兒島市交通局（鹿兒島市電）
  - 鹿兒島市電第一期線
  - 鹿兒島市電第二期線
  - 鹿兒島市電谷山線
  - 鹿兒島市電唐湊線

### 道路
高速道路
- 九州自動車道：薩摩吉田交流道 - 鹿兒島北交流道 - 鹿兒島交流道
- 南九州西回自動車道：松元交流道 - 鹿兒島西交流道 - 鹿兒島交流道
- 指宿收費道路：鹿兒島交流道 - 山田交流道 - 中山交流道 - 谷山交流道 - 錫山交流道

## 觀光資源

### 觀光景點

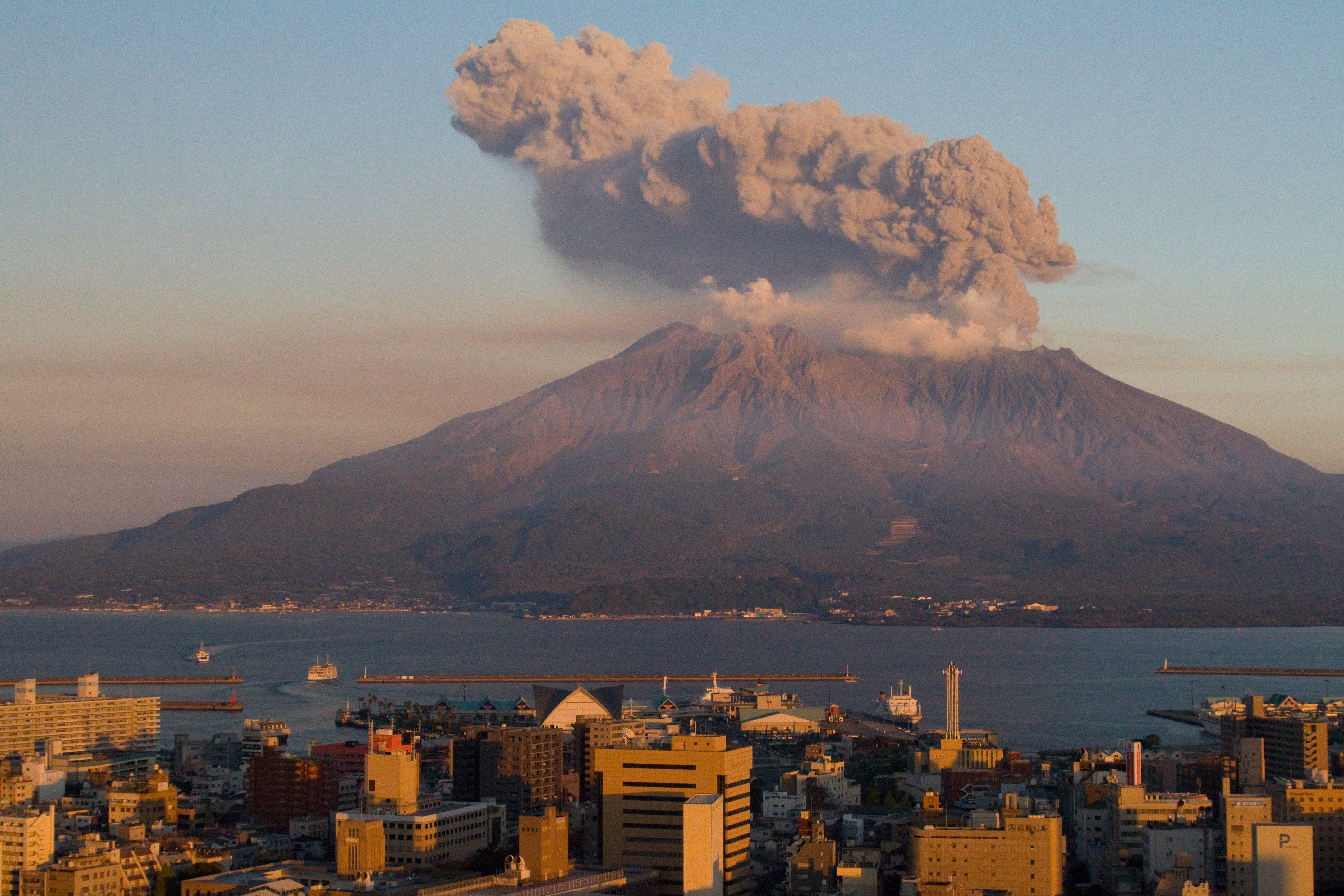
暮色中的櫻島與鹿兒島市區（2009年）

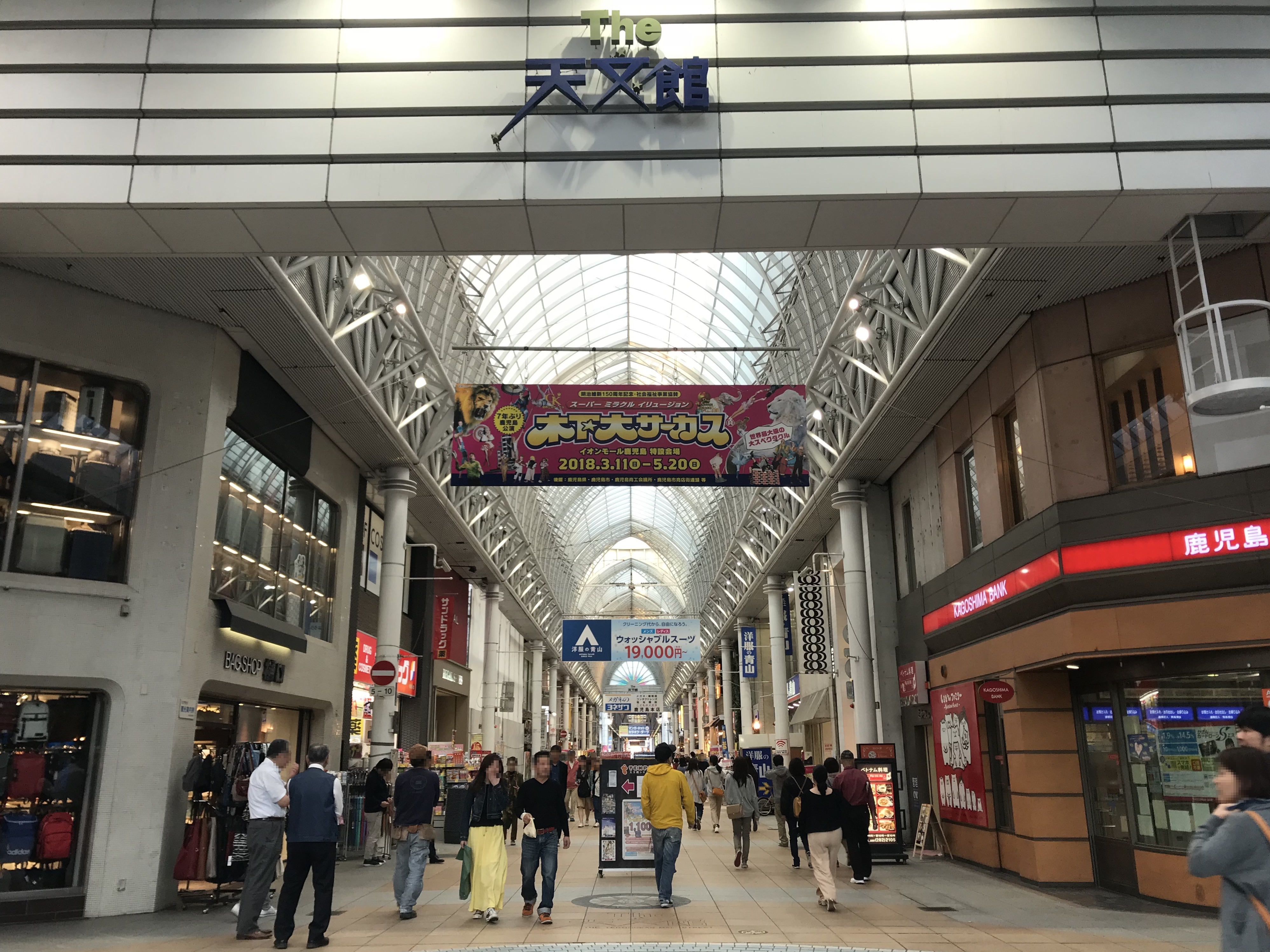
天文馆 (鹿儿岛)

- 鹿兒島城 ：島津氏的居城，別名「鶴丸城」，現僅存部份石造遺跡。
- 仙巖園（磯庭園）：明治時期島津家的居所。
- 尚古集成館：建於薩英戰爭後，為日本最早的西式石造建築，現展示島津氏過去800年的歷史資料。
- 異人館：薩摩藩時代供外國技師居住的場所。
- 城山公園
- 西鄉隆盛銅像
- 大久保利通銅像
- 櫻島
- 鹿兒島市電
- 照國神社
- 南洲神社（日语：南洲神社）：祭祀西鄉隆盛與西南戰爭西鄉方面的戰死者。

### 祭典、活動
- 錦江灣公園花祭
- 春之動物公園祭
- 春之木市
- 橫渡錦江遠泳大會
- 錦江灣夏夜煙火大會（8月下旬）
- 六月燈
- 鹿兒島盃火山巡航帆船賽
- MBC夏祭（8月上旬）

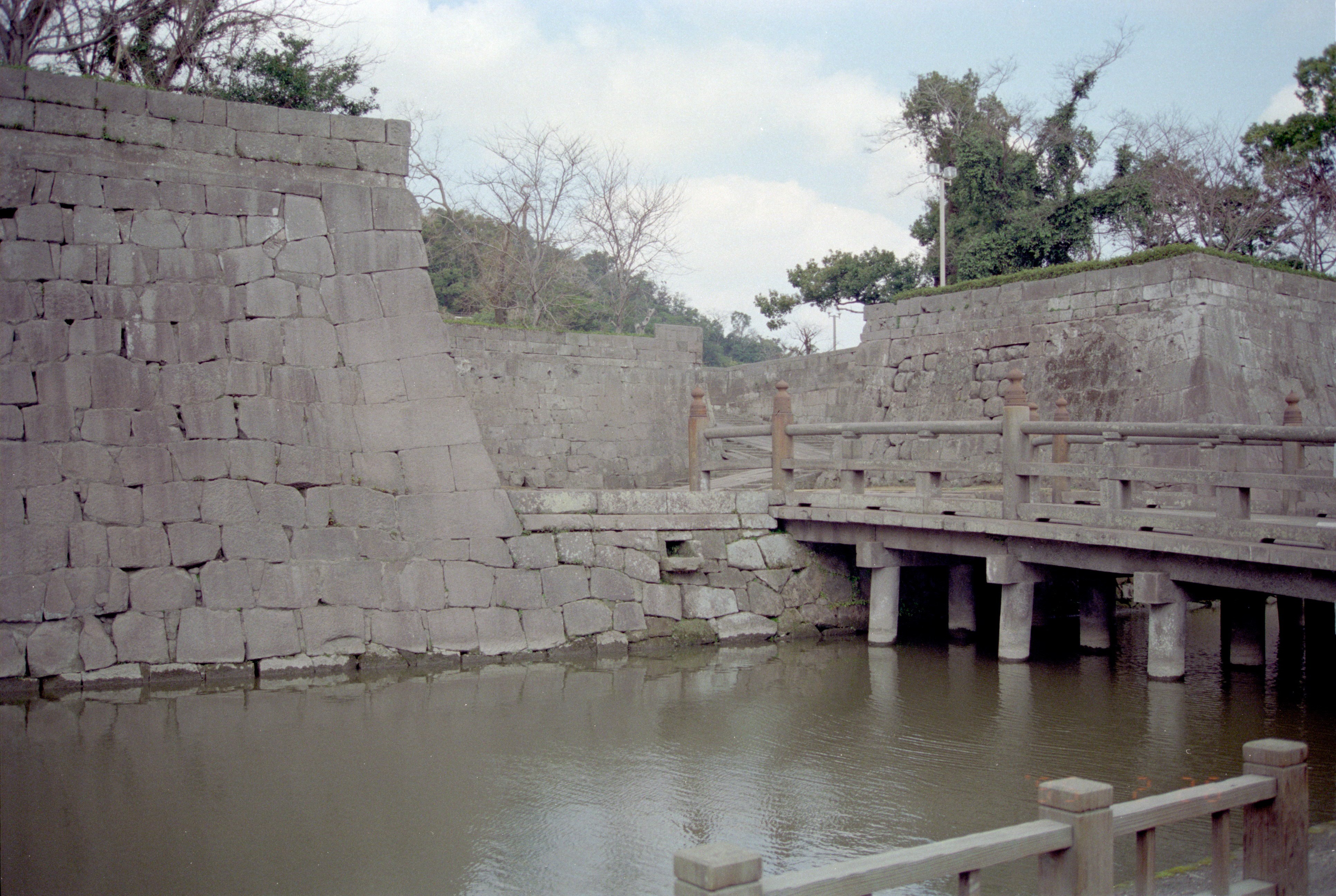
鹿兒島城遺址
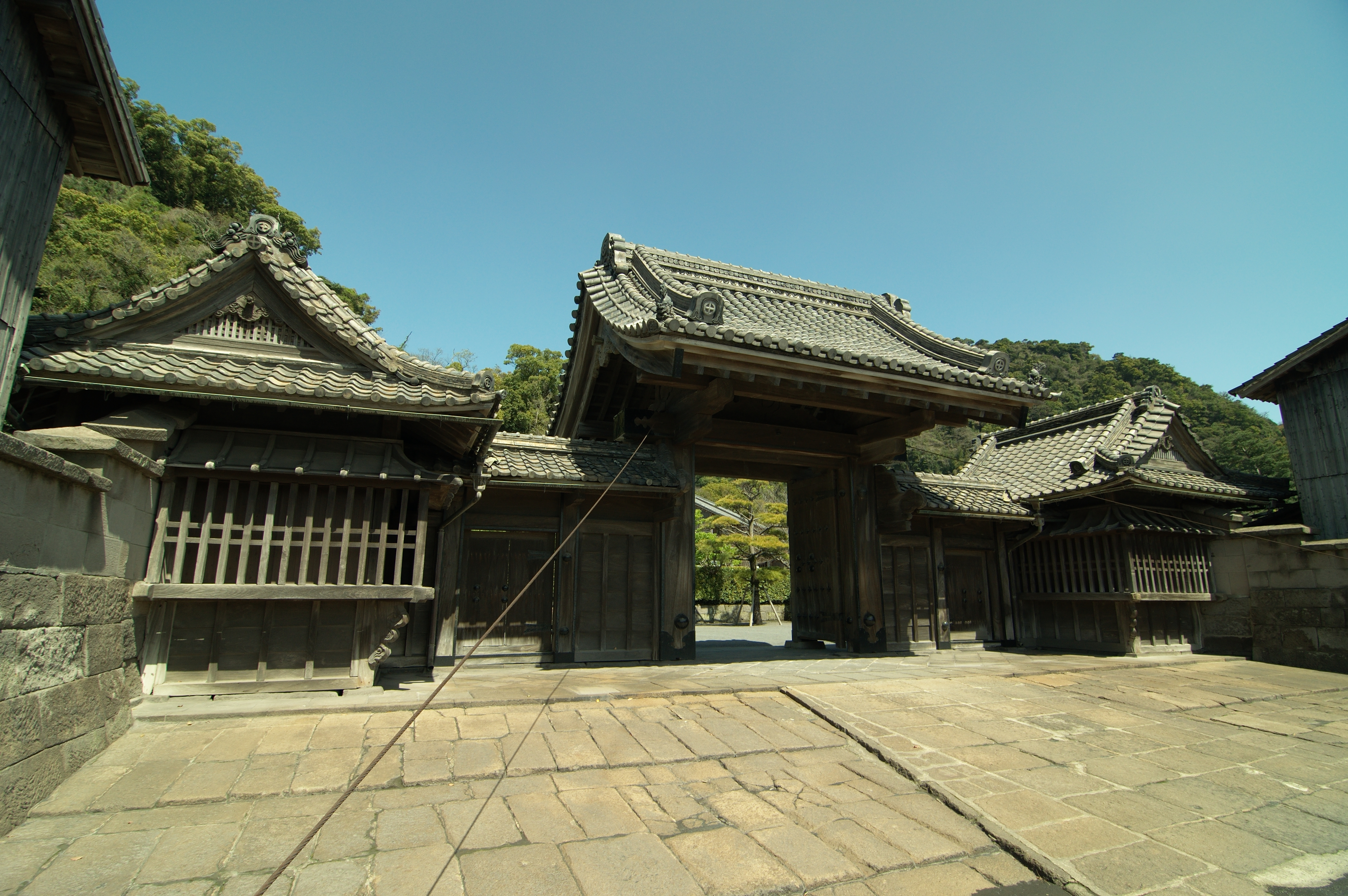
仙巖園 正門
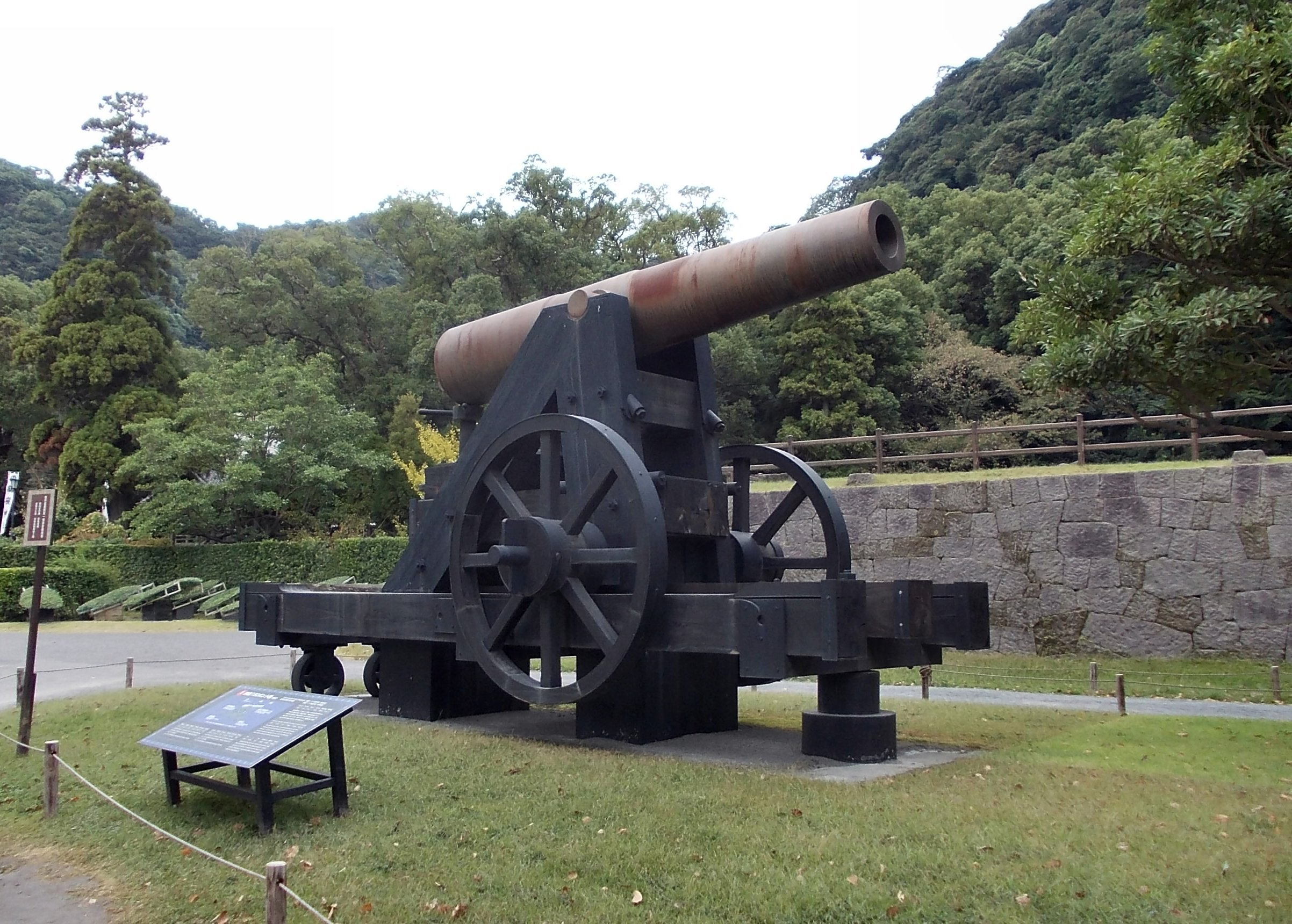
仙巖園 庭園一隅
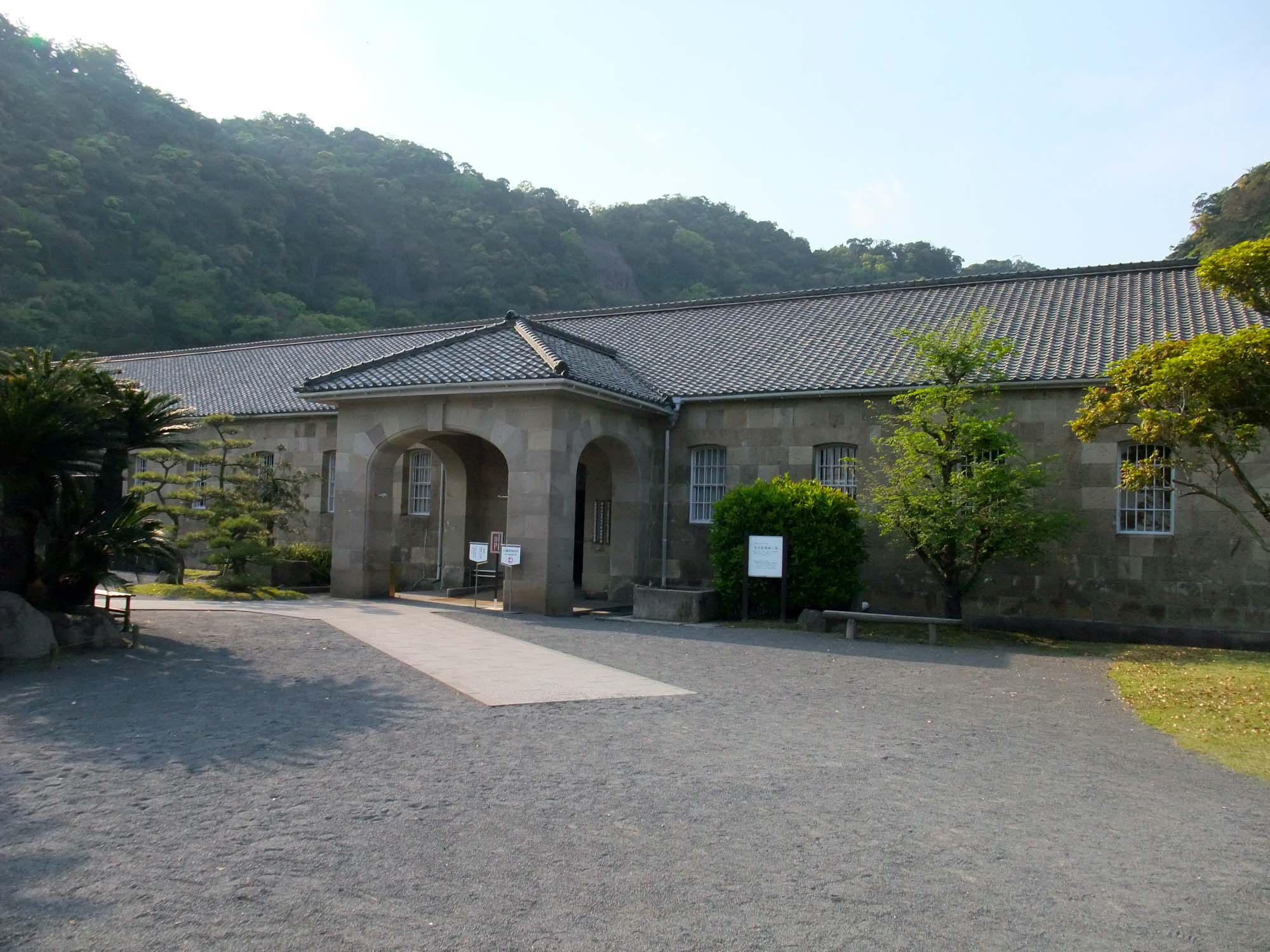
尚古集成館
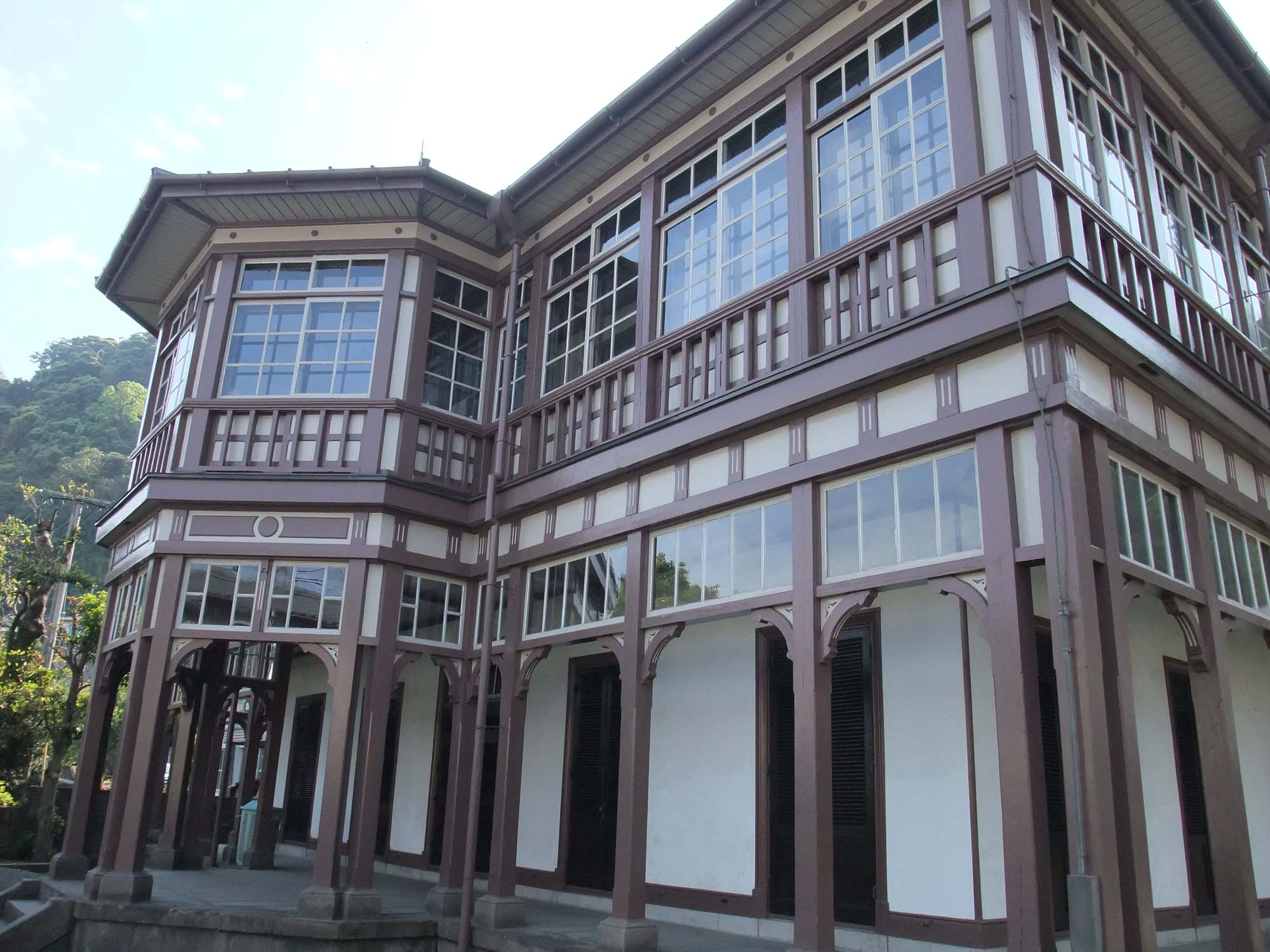
異人館
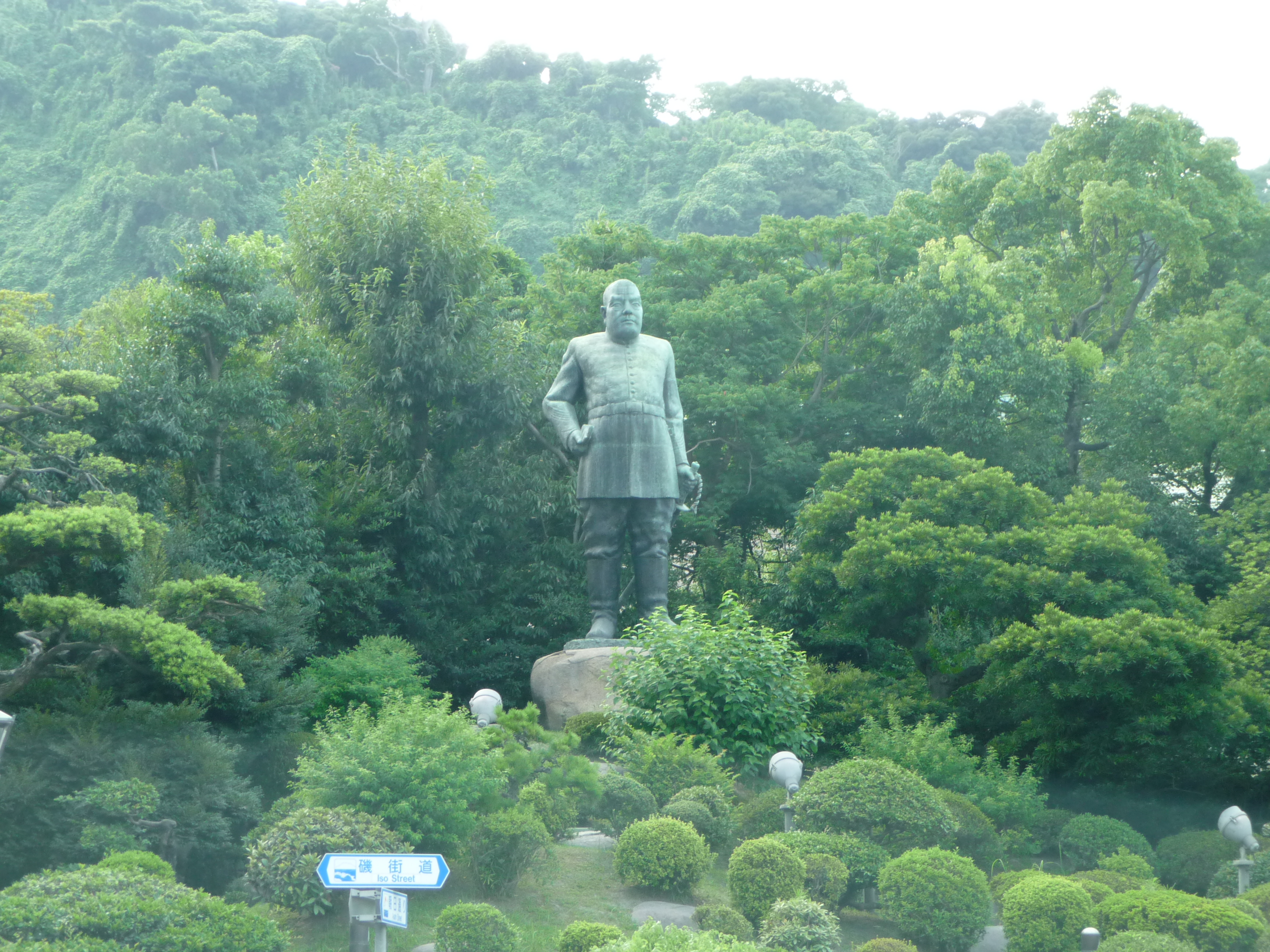
城山
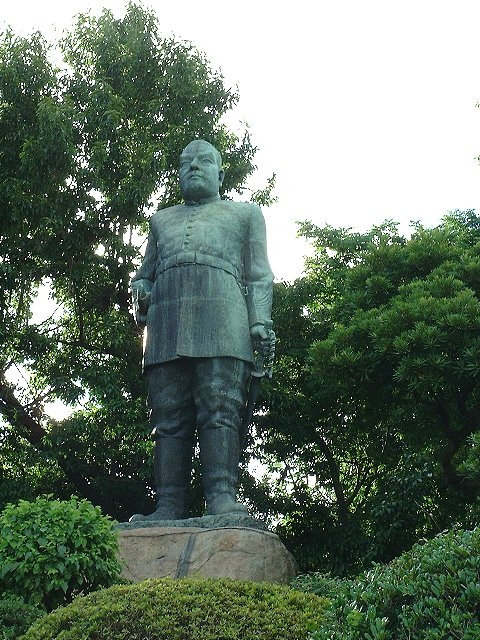
西鄉隆盛銅像
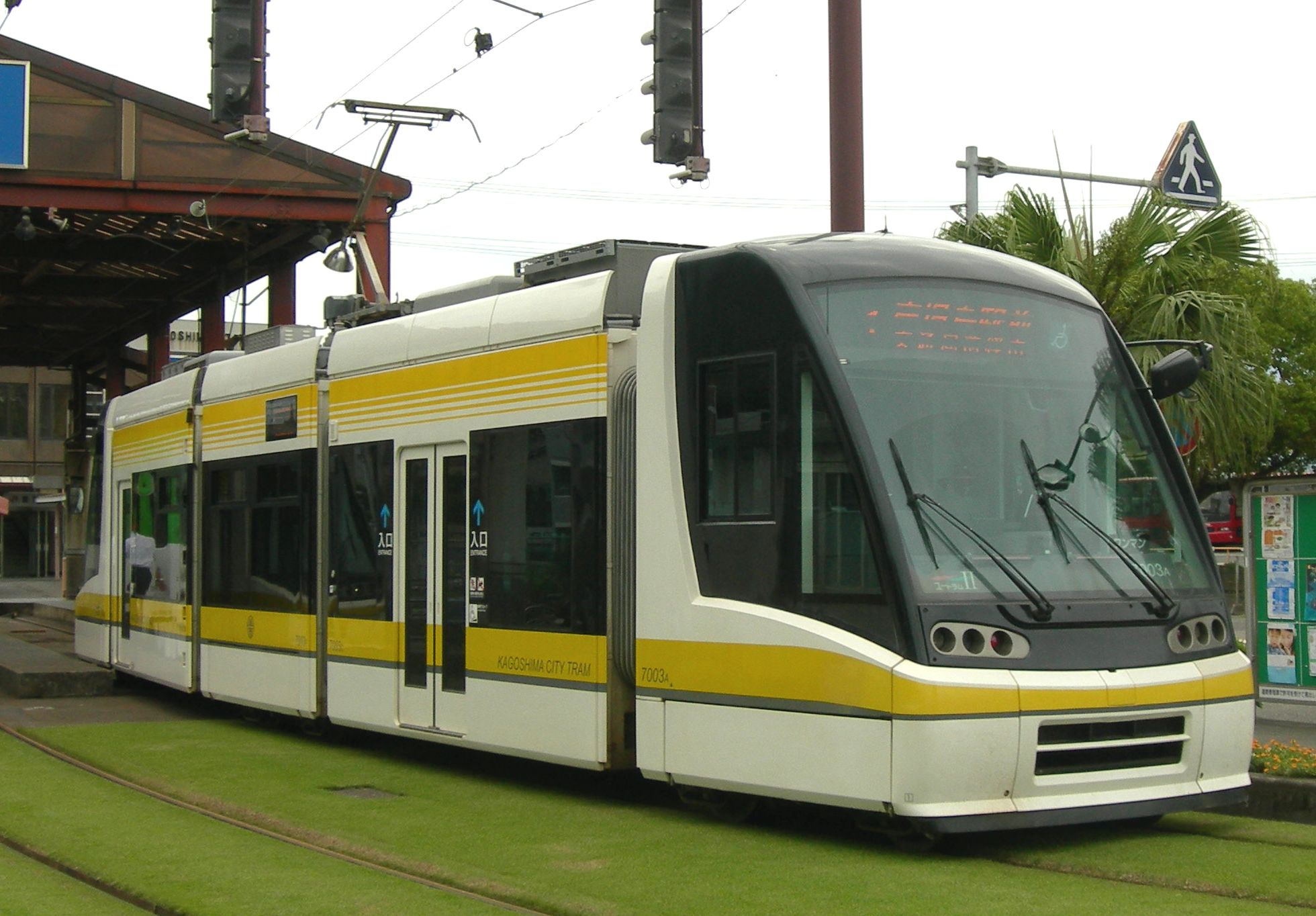
鹿兒島市電
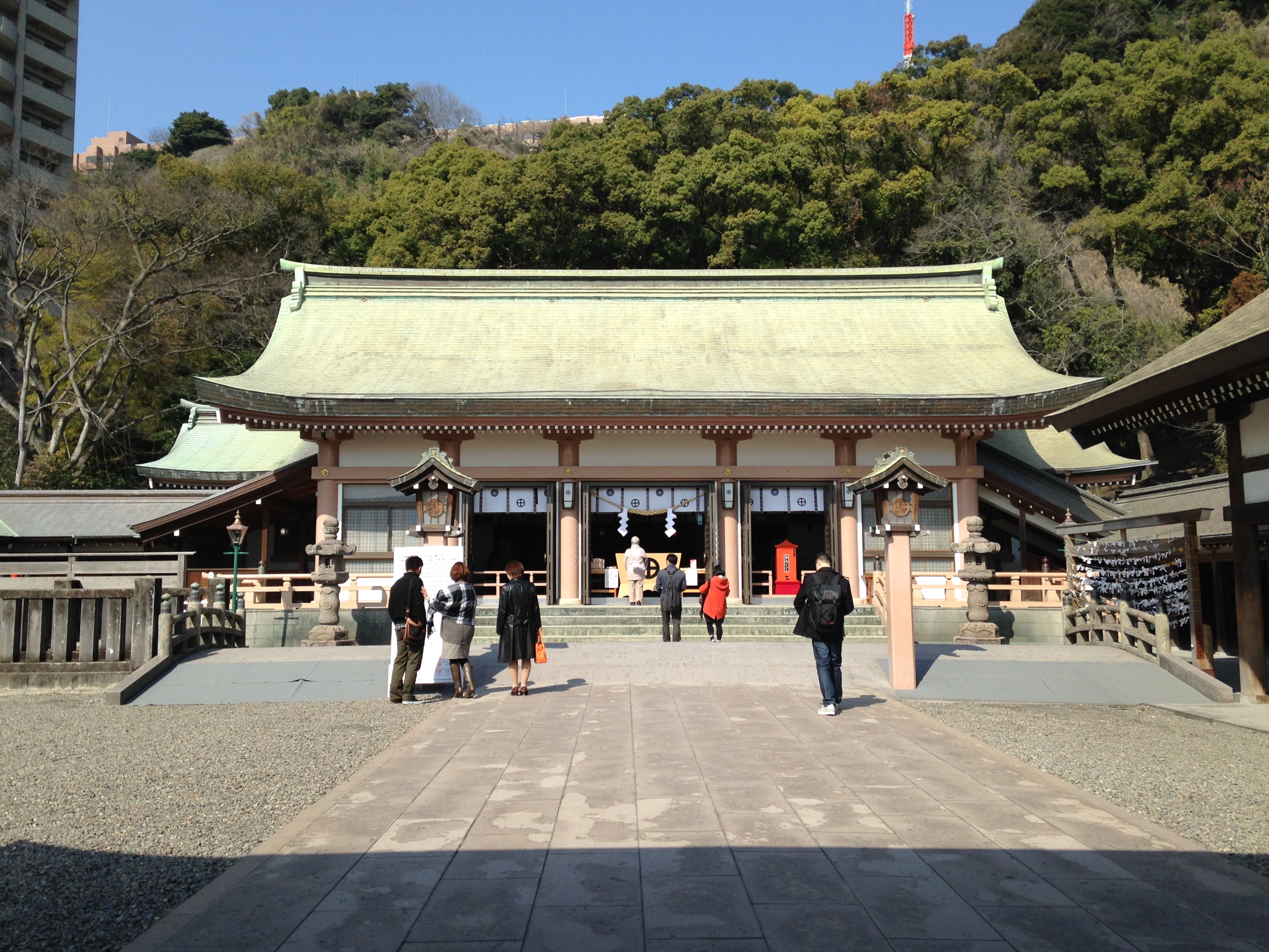
照國神社
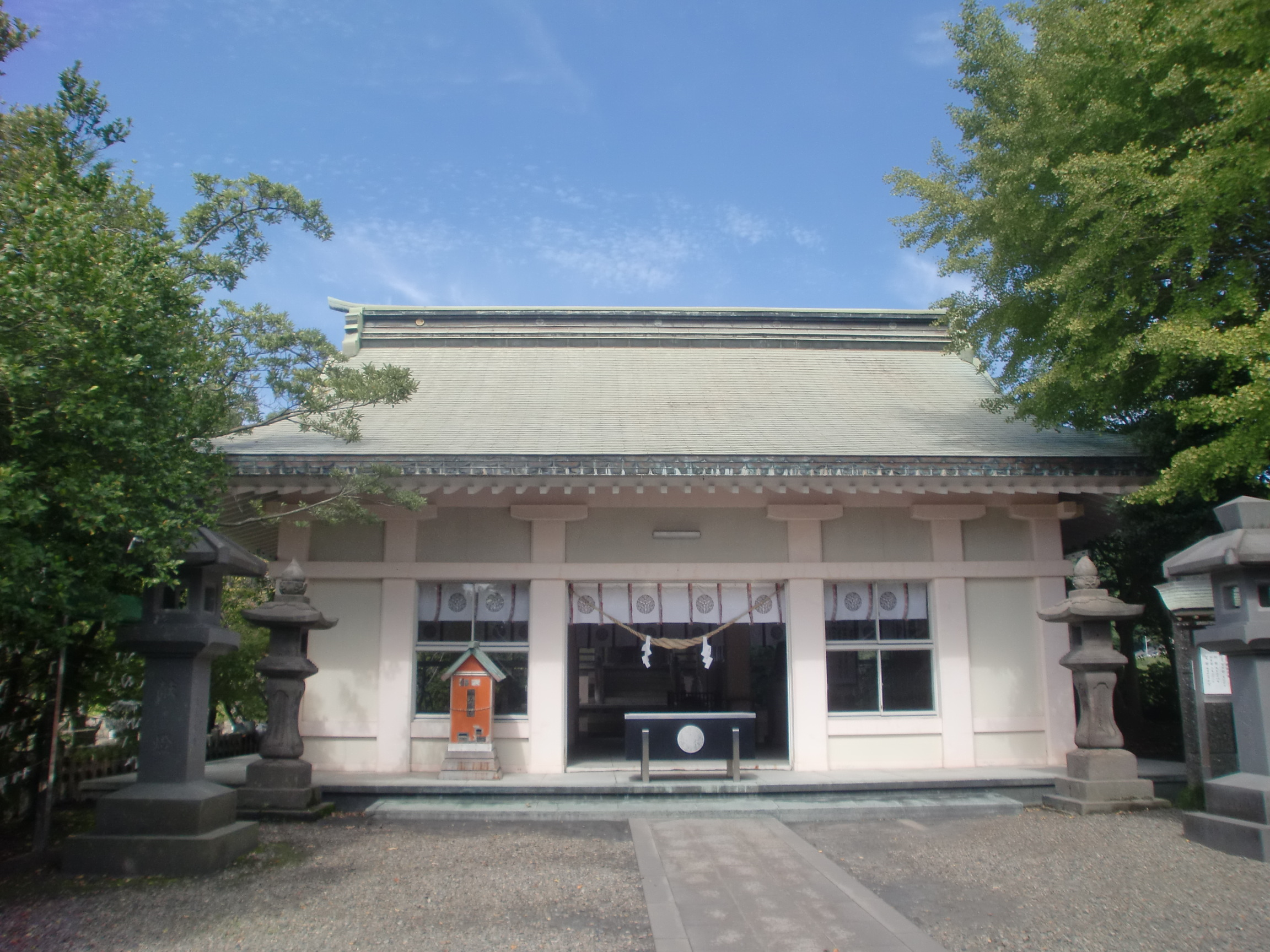
南洲神社
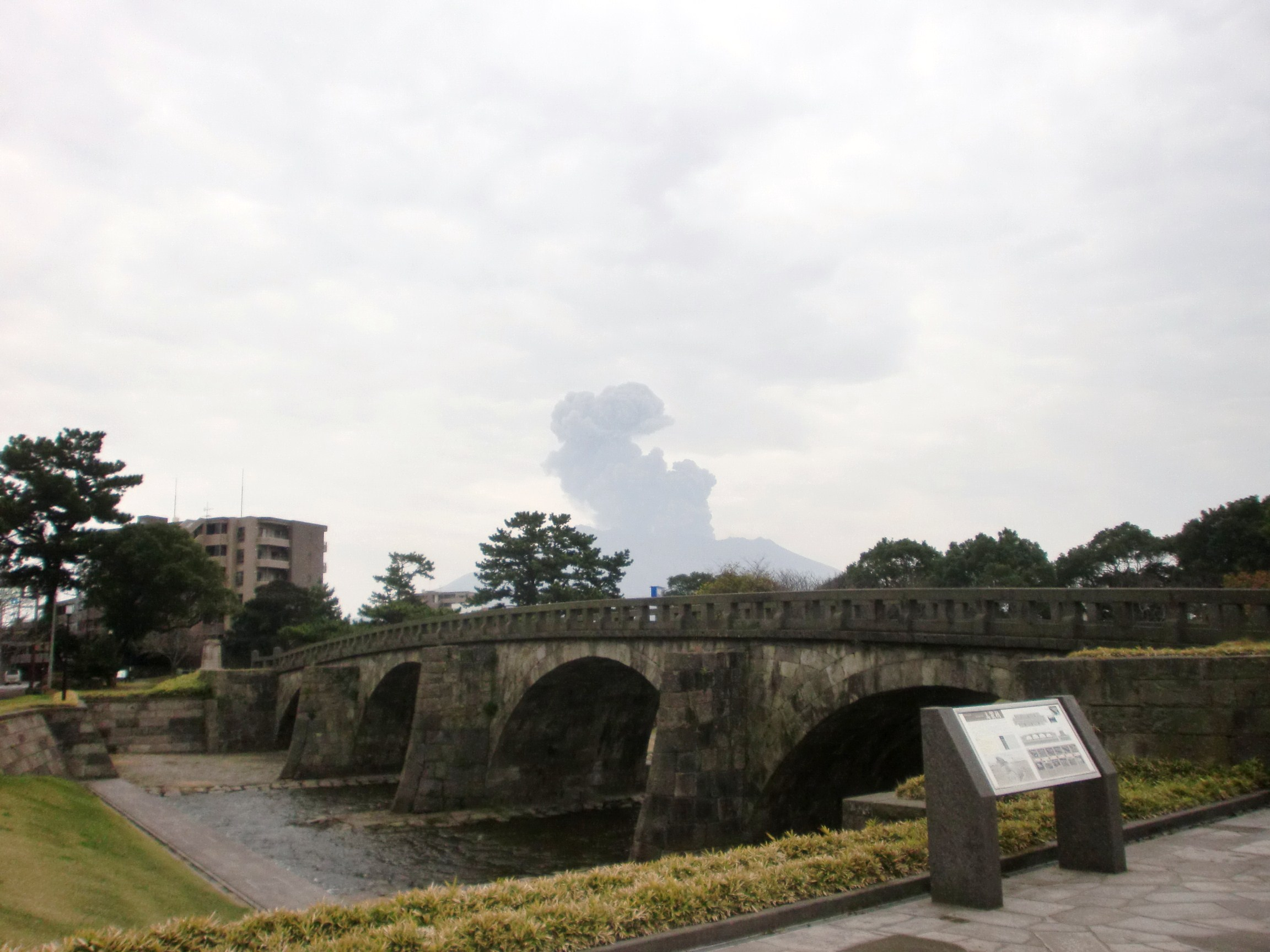
石橋記念公園
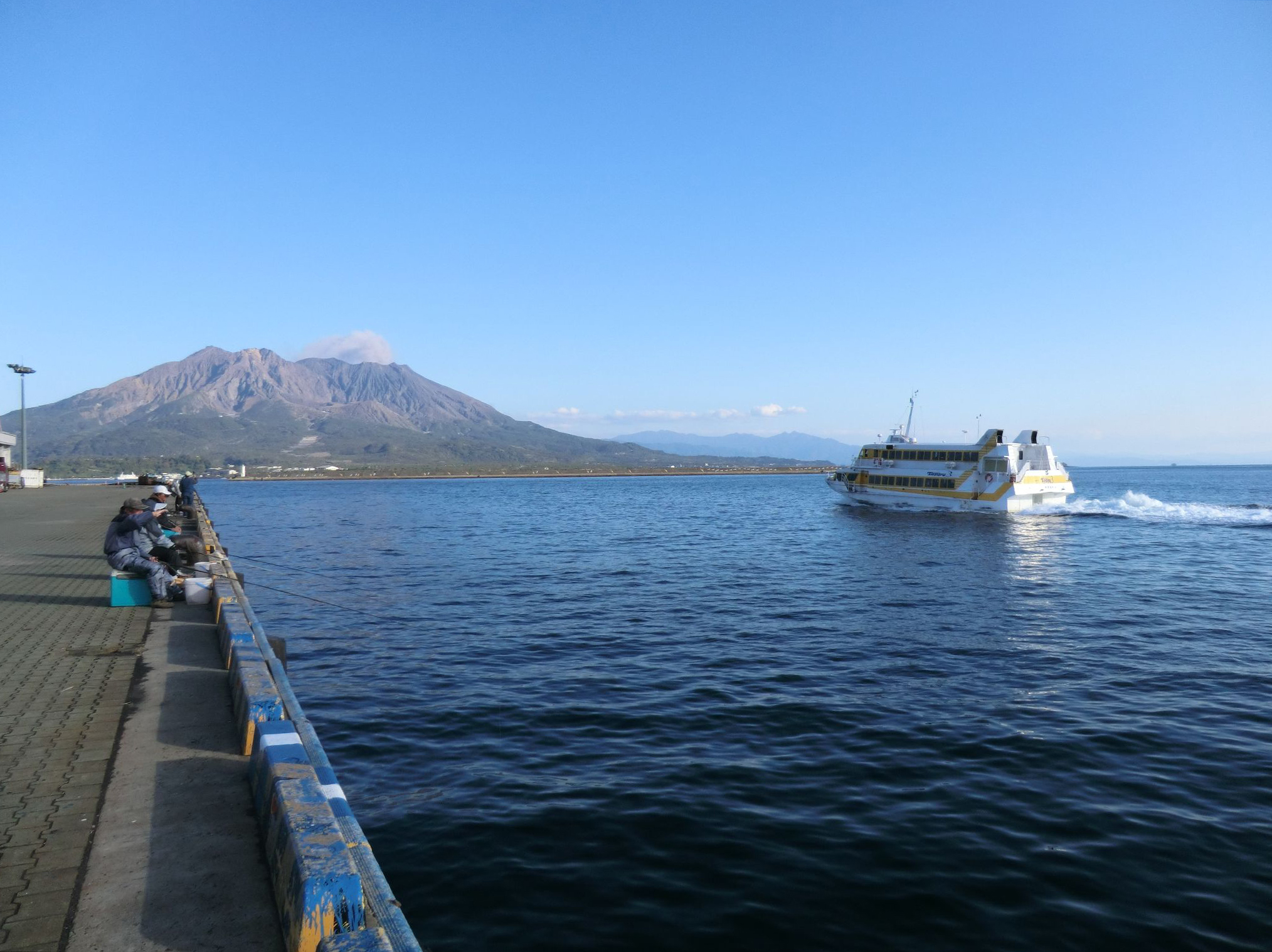
鹿兒島港
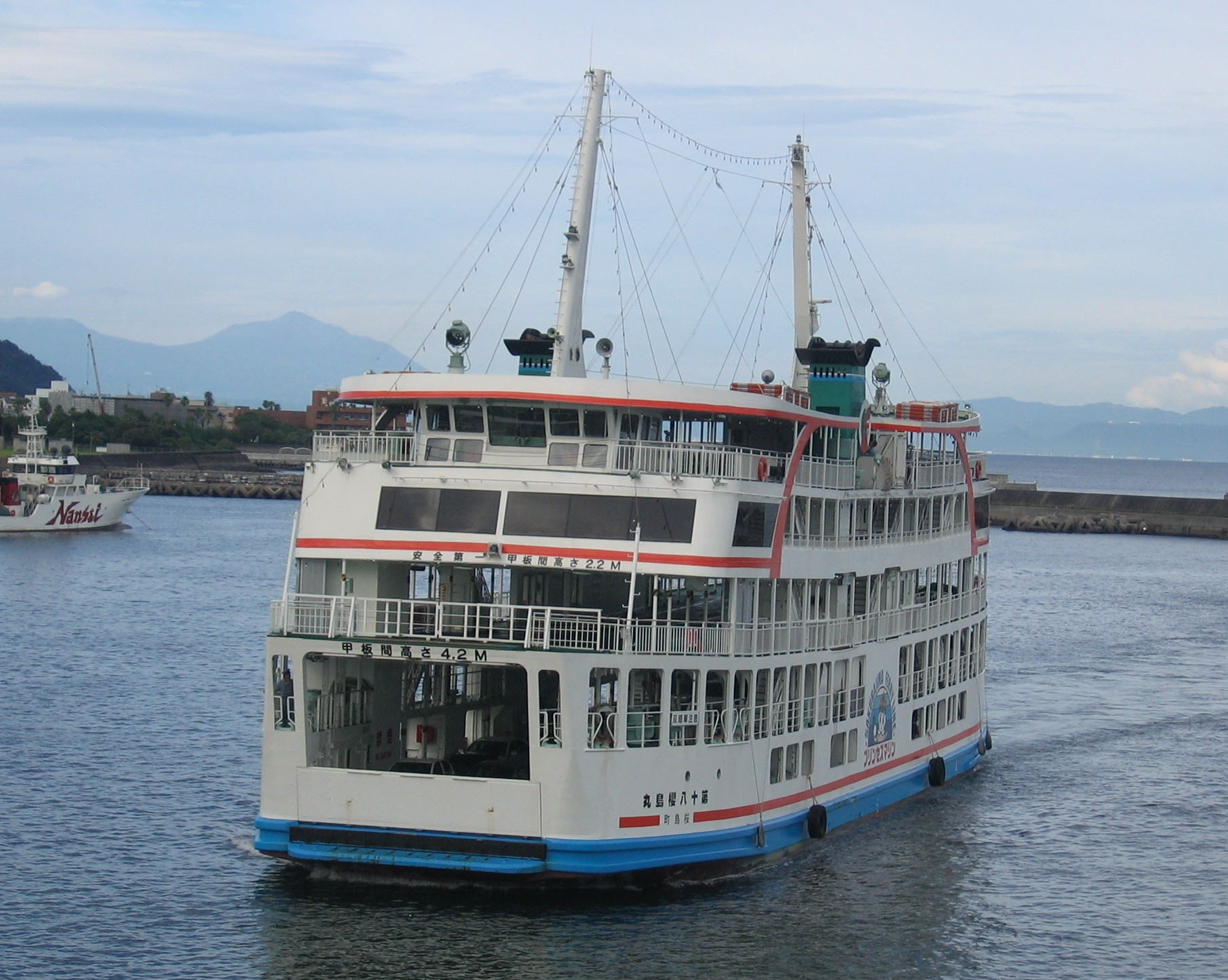
櫻島渡船
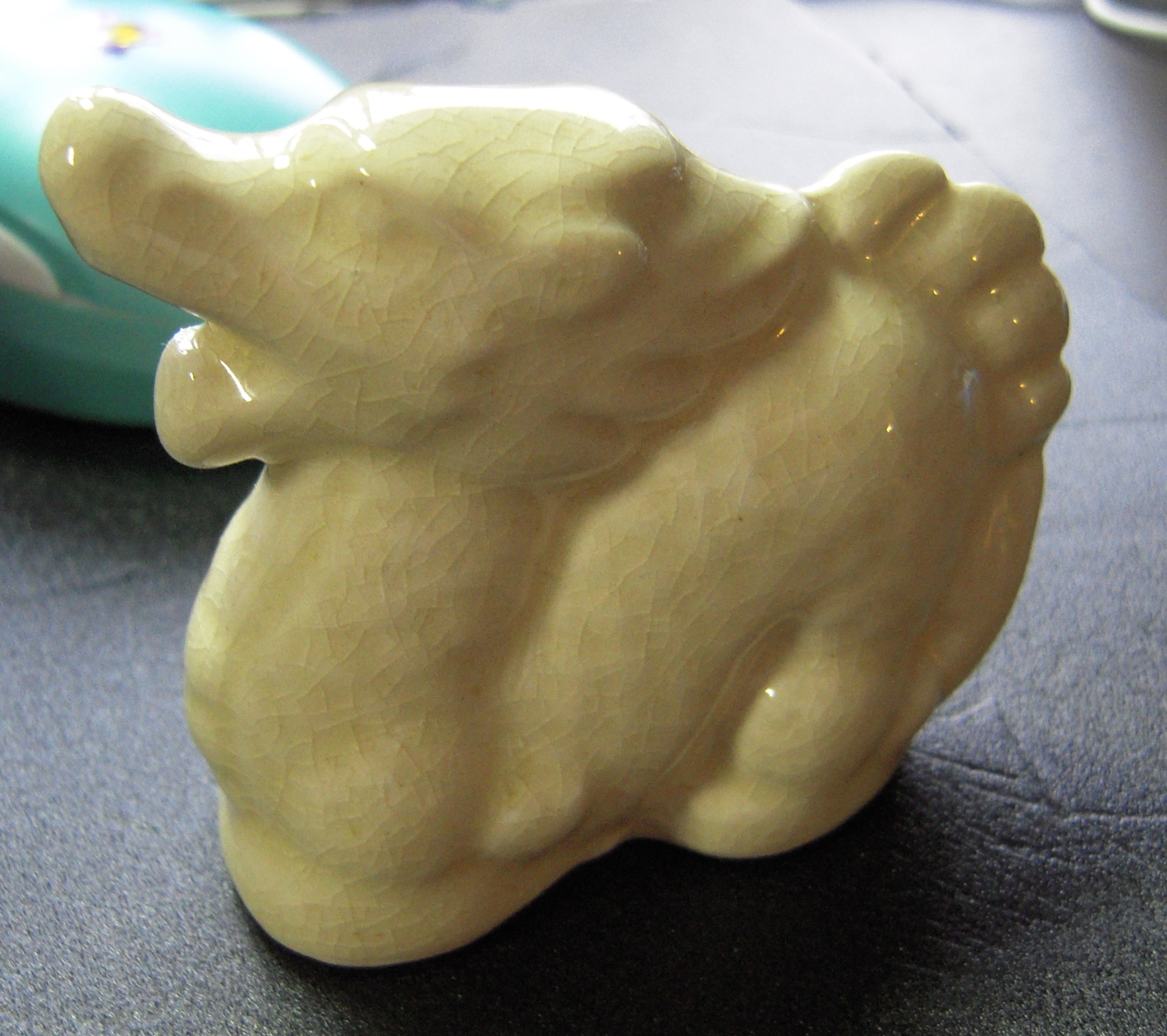
薩摩燒

## 教育
有38所公立中学和79所公立小学。

### 大學

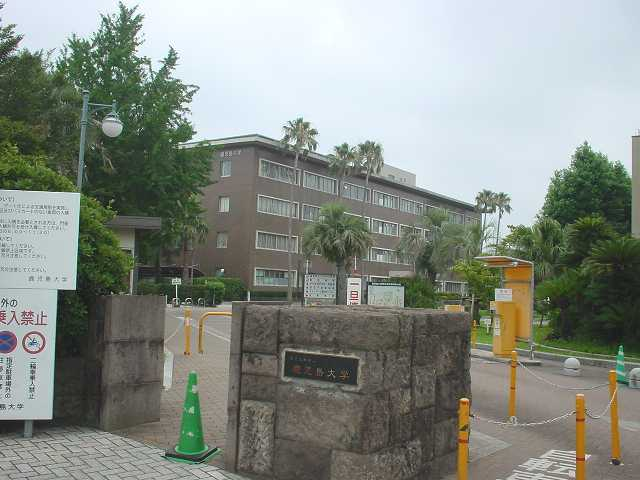
鹿兒島大學正門

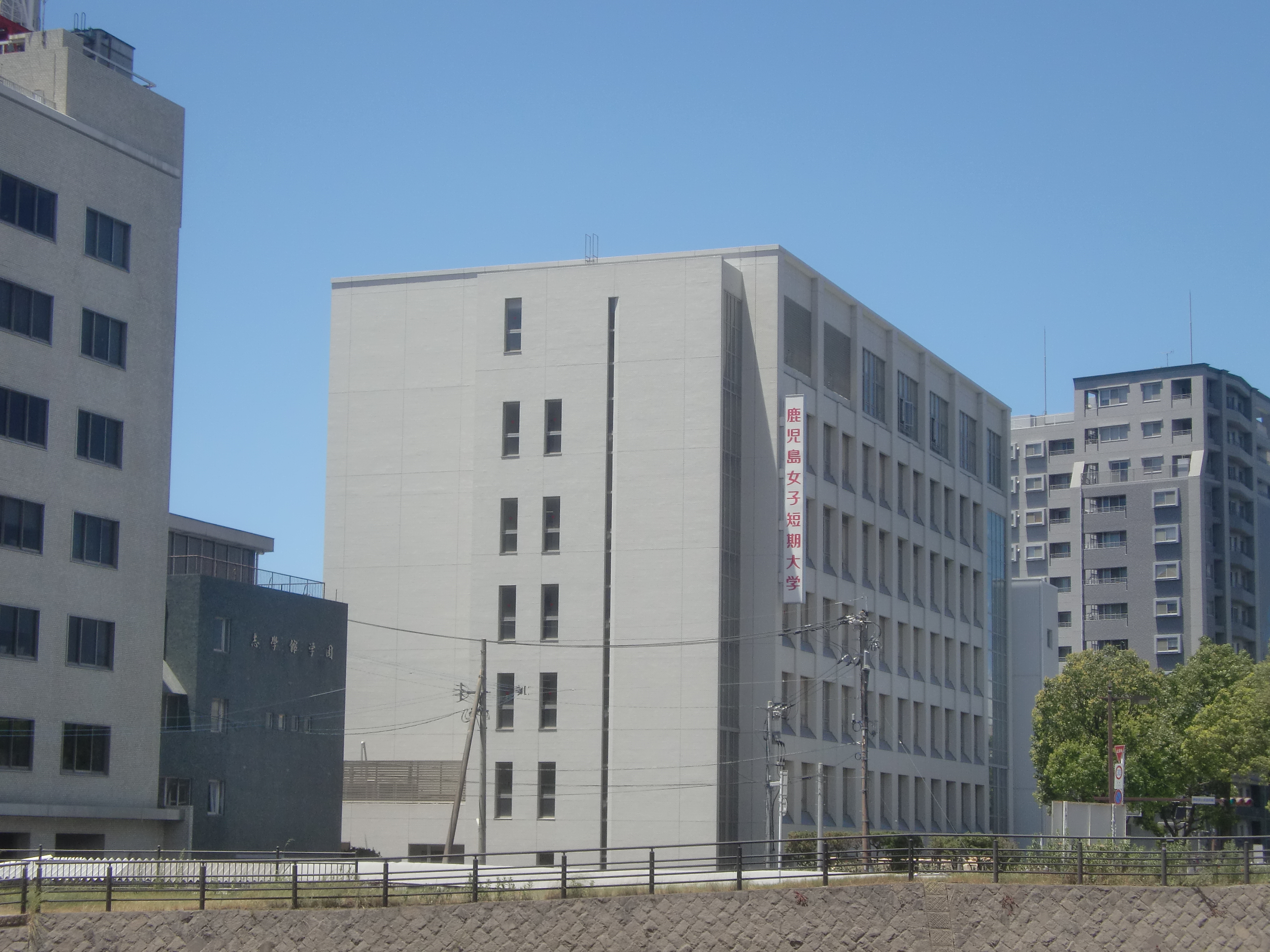
鹿兒島女子短期大學

國立大學
- 鹿兒島大學

鹿屋体育大学
私立大學
- 志學館大學
- 鹿兒島國際大學

### 短期大學
縣立
- 鹿兒島縣立短期大學

私立
- 鹿兒島國際大学短期大學部
- 鹿兒島純心女子短期大學
- 鹿兒島女子短期大學

### 高等學校
| 縣立 - 鹿兒島縣立鶴丸高等學校 - 鹿兒島縣立甲南高等學校 - 鹿兒島縣立鹿兒島中央高等學校 - 鹿兒島縣立武岡台高等學校 - 鹿兒島縣立錦江灣高等學校 - 鹿兒島縣立鹿兒島工業高等學校 - 鹿兒島縣立鹿兒島東高等學校 - 鹿兒島縣立鹿兒島西高等學校 - 鹿兒島縣立鹿兒島南高等學校 - 鹿兒島縣立甲陵高等學校 - 鹿兒島縣立松陽高等學校 - 鹿兒島縣立開陽高等學校 市立 - 鹿兒島市立鹿兒島商業高等學校 - 鹿兒島市立鹿兒島女子高等學校 - 鹿兒島市立鹿兒島玉龍中學校、高等學校 | 私立學校 - 池田學園 池田高等學校、中學校 - 鹿兒島純心女子學園 鹿兒島純心女子高等學校、中學校 - 川島學園 鹿兒島実業高等學校 - 志學館學園 志學館高等部、中等部 - 津曲學園 鹿兒島高等學校 - 津曲學園 鹿兒島修學館高等學校、中學校 - 時任學園 樟南高等學校 - 原田學園 鹿兒島情報高等學校 - 喇沙學園 鹿兒島喇沙高等學校、中學校 |

## 姊妹、友好都市

### 日本
- 鶴岡市（山形縣）：於1969年11月7日締結兄弟都市。
- 大垣市（岐阜縣）：於1963年締結友好。

### 海外
- 伯斯（澳洲 西澳）：於1974年4月23日締結姊妹都市。
- 那不勒斯（義大利 那不勒斯省）：於 1960年5月3日締結姊妹都市。
- 邁阿密（美國 佛羅里達州）：於1990年11月1日締結姊妹都市。
- 長沙（中華人民共和國 湖南省）：於 1982年10月30日締結友好都市。

## 本地出身之名人
（※ 粗體字表示已過世）

### 政治
- 島津齊彬：薩摩藩第十一代藩主，帶領薩摩藩執行富國強兵政策，最終在幕末崛起的領袖人物。
- 島津久光：左大臣
- 天璋院：江戶幕府第13代將軍德川家定的御台所，出身於薩摩藩島津家一門，被島津本家收為養女。
- 西鄉隆盛：維新三傑之一
- 大久保利通：維新三傑之一、日本第一任內務卿）
- 松方正義：日本第四、六任內閣總理大臣
- 黑田清隆：日本第二任內閣總理大臣
- 森有禮：日本第一任文部大臣
- 牧野伸顕：曾任日本內大臣）
- 伊集院彦吉：前日本外務大臣
- 山之內一次：前日本內閣書記官長
- 床次竹二郎：前日本鐵道大臣
- 迫水久常：前日本經濟企劃廳長官、前日本郵政大臣
- 加治屋義人：自由民主黨參議院議員
- 大田弘子：日本經濟財政政策擔當大臣
- 川內博史：民主黨眾議院議員

### 軍事
| - 野津鎮雄：前東京鎮台司令長官 - 篠原國幹：前近衛長官 - 川路利良：日本近代警察制度奠基者，警視廳創辦者、第一任大警視 - 村田経芳：村田槍開發者 - 野津道貫：前日本陸軍元帥 - 大山巖：前日本陸軍大臣、滿州軍總司令官 - 黑木為楨：前日本陸軍大將 - 高島鞆之助：前日本拓殖務大臣 - 大迫尚敏：前日本第7師團長 - 川上操六：前日本陸軍參謀總長 - 伊地知幸介：前日本第11師團長 - 大迫尚道：前日本第4師團長 - 牛島滿：前日本第32軍司令官 | - 仁礼景範：前日本海軍兵學校校長 - 樺山資紀：第一任台灣總督 - 西郷従道：前日本海軍大臣 - 伊東祐亨：前日本海軍軍令部長 - 井上良馨：前日本常備艦隊司令長官 - 日高壯之丞：舞鶴鎮守府司令長官 - 東鄉平八郎：前日本連合艦隊司令長官 - 上村彥之丞：前日本海軍大將 - 伊集院五郎：前海軍元帥 - 山本権兵衛：日本第16、24任內閣總理大臣 - 片岡七郎：前日本第1艦隊司令長官 - 山本英輔：日本初代海軍航空本部長 |

### 經濟
- 五代友厚：企業家、建立大阪證券交易所
- 川崎正蔵：川崎重工業創辦人
- 有村國彥：第五銀行頭取
- 三島彌太郎：日本銀行總裁
- 長澤鼎：美國加州的葡萄王
- 稻盛和夫：京瓷、KDDI的創辦人
- 山口俊郎：日本7-Eleven代表取締役社長兼最高執行責任者
- 俣木盾夫：電通代表取締役社長
- 吉留真：大和証券SMBC代表取締役社長

### 學術研究
- 今村明恒：地震學者
- 丹下梅子：化學者
- 山口定：政治學者
- 末吉竹二郎：聯合國環境計畫顧問
- 東中野修道：歷史研究家

### 藝術
- 黑田清輝：西洋畫家
- 藤島武二：西洋畫家
- 東鄉青児：西洋畫家
- 海老原喜之助：西洋畫家
- 大嵩禮造：西洋畫家
- 野呂圭介：前俳優、陶藝家
- 中島德博：漫畫家
- 岩重孝：漫畫家
- 篠原保：插畫家
- 甲斐谷忍：漫畫家
- 中山敦支：漫畫家
- 井上雄彥：漫畫家(灌籃高手)
- 槙陽子：漫畫家
- 持田あき：漫畫家

### 運動
- 鶴田義行：游泳選手、日本第一位在奧運中連續兩屆獲得金牌者
- 星甲実義：相撲、9代目井筒親方
- 中山律子：職業保齡球選手
- 定岡智秋：前職業棒球選手
- 定岡正二：前職業棒球選手
- 定岡徹久：前職業棒球選手
- 上川徹：前足球裁判
- 野村まり：排球選手
- 木山仁：空手道選手
- 藤山竜仁：職業足球選手
- 遠藤彰弘：職業足球選手
- 平瀬智行：職業足球選手、前日本足球隊選手
- 宮下瞳：騎師
- 遠藤保仁：職業足球選手、日本足球隊選手
- 松下年宏：職業足球
- 迫田沙織：職業排球選手
- 新鍋理沙：職業排球選手

### 演藝
- 肝付兼太：配音員
- 山本薩夫：電影導演
- 西鄉輝彥：俳優
- 長渕剛：創作歌手、演員、詩人、畫家
- 三浦浩一：俳優
- 澤村一樹：俳優
- 大口兼悟：俳優
- 上白石萌音：女演員
- 上白石萌歌：女演員
- 重田千穗子：女演員
- 稻森泉：女演員
- 齋藤千晃：女演員
- 加藤羅莎：女演員、模特兒，出生於橫濱市。
- 大川透：配音員
- 中原俊：電影導演
- 柏木由紀：AKB48成員
- 宮脇咲良：HKT48前成員，IZ*ONE前成員，LE SSERAFIM成员
- 下青木香鈴：AKB48 TEAM8成員

## 電視拍攝
- 1989年－《鹿兒新派三人行》(香港亞洲電視)

## 外部連結
- （中文） 鹿兒島市官方網站（页面存档备份，存于）
- （日語） 鹿兒島市交通局（页面存档备份，存于）
- （英文） Kagoshima Prefectural Visitors Bureau official website（页面存档备份，存于）
- （日語） 櫻島渡輪（页面存档备份，存于）
- （日語） 維客旅行上的鹿儿岛市（页面存档备份，存于）
- OpenStreetMap上有關鹿儿岛市的地理